# 庙坝镇 (城口县)
庙坝镇，是中华人民共和国重庆市城口县下辖的一个乡镇级行政单位。

## 行政区划
庙坝镇下辖以下地区：
庙坝镇社区、庙坝村、红岩村、石兴村、关内村、天保村、排山村、南坪村、罗江村、兴旺村和香溪村。